# Esterinsaari (ö i Norra Savolax)
Esterinsaari är en ö i Finland. Den ligger i sjön Suuri-Jonsa och i kommunen Lapinlax i den ekonomiska regionen  Övre Savolax   och landskapet Norra Savolax, i den centrala delen av landet, 400 km norr om huvudstaden Helsingfors. Öns area är 0,2 hektar och dess största längd är 70 meter i nord-sydlig riktning.